# Zăgaz

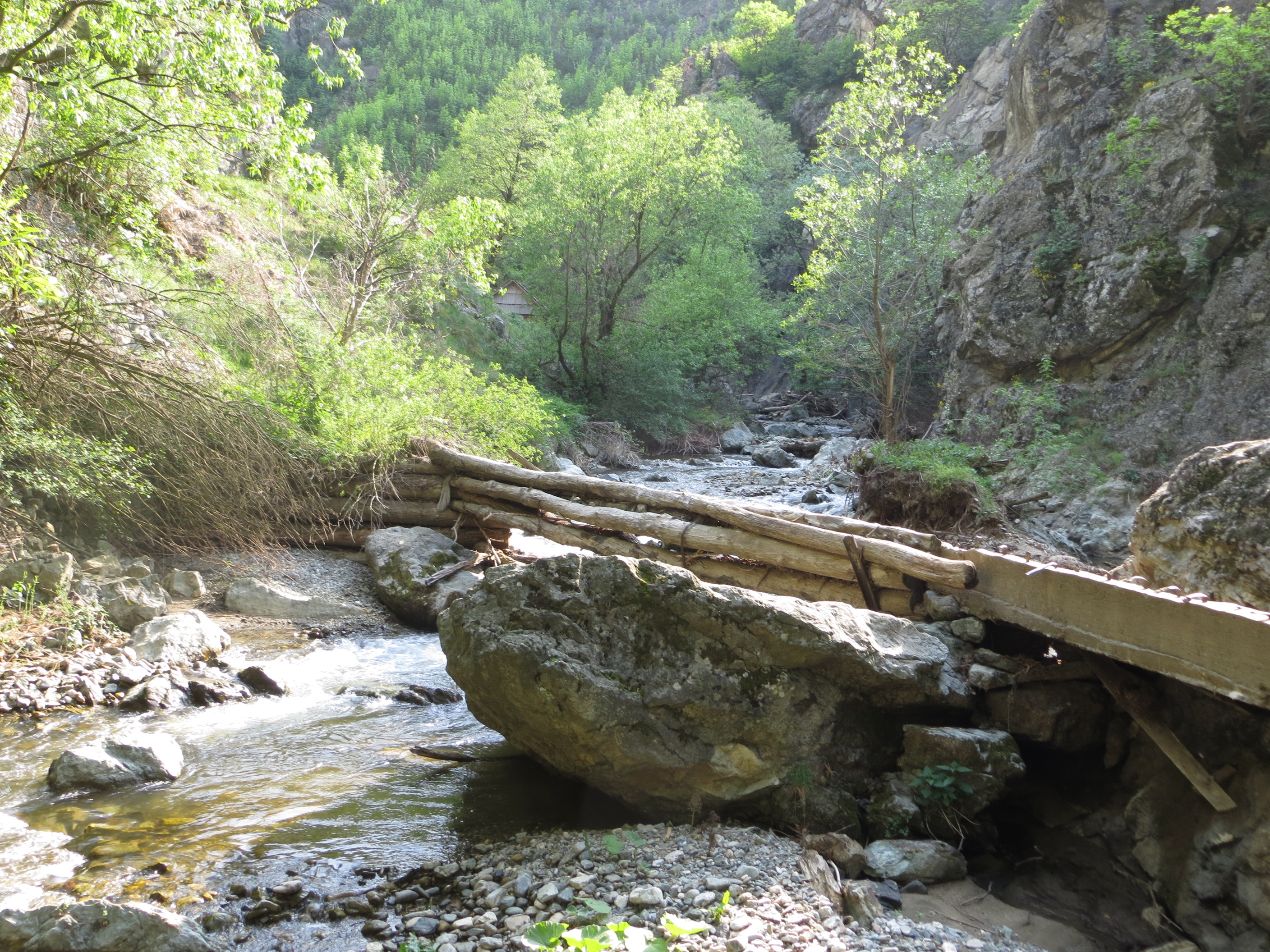
Zăgaz pentru o moară de apă

Zăgazul este un baraj de mică înălțime executat în mod rudimentar din pământ, lemn, bolovani, brazde din iarbă și resturi vegetale. Zăgazul se construiește în scopul supraînălțării nivelului apei și executării unei derivații de debit, pe un canal pentru irigații, alimentări piscicole sau pentru unele instalații hidraulice (mori, piuă etc.).
De regulă, la viituri mici zona din spatele zăgazului se colmatează, iar la viituri mari are loc ruperea zăgazului, impunând refacerea după fiecare viitură.

## Legături externe
- „Zăgaz” la DEX online